# Alexandre Voznessenski
Alexandre Alexeïevitch Voznessenski (Алекса́ндр Алексе́евич Вознесе́нский), né le 5 mars 1898 à Golovinko (gouvernement de Toula) et mort fusillé le 28 octobre 1950, est un universitaire soviétique russe qui fut recteur de l'université de Léningrad. Il a été fusillé dans le cadre de l'affaire de Léningrad en 1950. C'était le frère de Nikolaï Voznessenski, président de la commission du Gosplan, fusillé également en 1950. 

## Biographie
Il naît au village  de Golovinko dans le gouvernement de Toula et il passe son enfance à Tchern. En 1917, il entre à l'institut d'histoire et de philologie de Petrograd, puis en 1921 passe à la faculté de sciences naturelles de l'université de Petrograd qu'il termine en 1923. Il commence tout de suite à enseigner. La Russie sort à peine de la guerre civile. Il décide d'entre a PCUS en 1927.
C'est en 1940 qu'est formée une faculté politico-économique à l'université de Léningrad, et il en est nommé le doyen. L'année suivante, il est nommé recteur de l'université, poste qu'il occupe jusqu'en 1947. Le 21 août 1941, il commence à diriger la « troïka » chargée de la défense de l'institution, alors que le terrible siège de Léningrad est déjà commencé. Finalement il parvient à faire évacuer l'université à Saratov au printemps 1942, où il est en même temps recteur de l'université d'État de Saratov. Au printemps 1943, Voznessenski présente un dossier intitulé « Sur les problèmes, le caractère et les perspectives de l'enseignement universitaire ». en 1944, les devis concernant les travaux de restauration de l'université sont signés et l'équipe dirigeante chargée de les mener est nommée. Ainsi après la guerre, les savants et les professeurs sont obligés de se consacrer aussi à des tâches administratives pour la restauration de l'université. Celle-ci à cette époque regroupe quatre faculté, douze instituts de recherche, plus de quarante chaires, des publications et une société savante. En 1947, Voznessenski est élu député au Soviet suprême.
En 1948-1949, il est ministre de l'enseignement de la république socialiste fédérative soviétique de Russie.
Il est arrêté le 19 août 1949dans le cadre de l'affaire de Léningrad et accusé de trahison envers la Patrie, de participation à des organisations contre-révolutionnaires et d'agitation anti-soviétiques. Ce sont des chefs d'accusation traditionnels utilisés par le pouvoir stalinien. Il est fusillé le 28 octobre 1950. Il a été réhabilité plusieurs mois après la mort de Staline, le 14 mai 1954. 
Ses deux fils, Lev (né en 1926) et Ernest (1931-1997), furent également professeurs d'économie.

## Source
- (ru) Cet article est partiellement ou en totalité issu de l’article de Wikipédia en russe intitulé « Вознесенский, Александр Алексеевич » (voir la liste des auteurs).